# Життя Чака
«Життя Чака» (англ. The Life of Chuck) — друга з чотирьох повістей, що входить до збірки «Якщо кров тече» американського письменника Стівена Кінга.

## Анотація
Одного дня в місті з’явився банер. Фото чоловіка середніх літ і напис: «Чак Кранц. 39 чудових років. Спасибі, Чаку!» Наче звичайне привітання. Та цей текст раптом починають транслювати всюди: на радіо, в інтернеті, на вуличних графіті й просто на вікнах будинків. Ніхто не знає, хто такий Чак. Але кажуть, якщо він помре, з ним загине увесь світ.

## Сюжет
Розділи поділяються на "три дії" (хоча жодних інших ознак п'єси твір не містить), починаючи з "Дії третьої" — тобто сьогодення, і закінчуючи "Дією першою" — подіями минулого.

##### "Дія третя: Спасибі, Чаку!"
Сьогодення. У світі стається ледь не апокаліпсис: люди не можуть спокійно дістатись до роботи, подзвонити рідним або переглянути телебачення, штати тонуть. Всі переживають не за те, що очікувати далі від матінки-природи, а радше за те, чи не зникне мережа Інтернет з планети назавжди. Головний герой Марті Андерсон, вчитель старшої школи, під час затору помічає рекламний щит на даху будівлі «Мідвей-трасту»: "Чарльз Кранц. 39 чудових років! Спасибі, Чаку!". Ніхто з жителів не знає, хто такий Чарльз Кранц. Колишня дружина Марті, Фелісія, дзвонить йому зі стаціонарного телефону, щоб той приїхав до неї; вона прогнозує, що все стане гірше. Приїжджаючи до вулиці, де живе Фелісія, Марті помічає, що біля будинків та їх вікон були знову ті самі постери. Саме в цьому розділі читач починає дізнаватись, хто ж такий Чак – людина, що зараз лежить у палаті, подаючи слабкі признаки життя.

##### "Дія друга: Вулична музика"
Джаред Френк, завдяки своєму другові Маку, розставляє на вулиці свою ударну установку, відчуваючи, що сьогодні він заробить багато грошей. Незабаром у розповіді з'являються герої Дженіс Голлідей – продавчиня в книжковій крамниці, хлопець якої щойно урвав з нею шістнадцятимісячні стосунки, і Чарльз Кранц – батько дитині та чоловік дружині, який прямував собі на роботу. Чак, йдучи повз Френка, чує стару знайому мелодію, яку колись грав зі своїми друзяками-учасниками гурту в коледжі. Він зупиняється і на мить забуває про всі турботи, починаючи танцювати, як його вчила бабця. Через це з'являється великий натовп і ковпак Френка переповнюється грошима. Пізніше до танців приєднується Дженіс, і людям це ще дужче заходить, деякі знімають на телефони. У кінці дня трійця поділяє гроші між собою (ідея Френка, адже він не очікував так багато глядачів та прибутку), і всі вони розповідають про те, що з ними сталось цього дня. Френк пропонує їм частіше виступати, кажучи, що вони могли б стати чимось у майбутньому, проте ці мрії уриваються, оскільки всі зайняті своїми клопотами.

##### "Дія перша: Я вміщаю множини"
У фінальному розділі читач знайомиться з дитинством Чака та куполом, у який заборонено тому заходити. Хлопець виріс зі своїми дідусем та бабусею, і жив досить чудове життя, допоки кожен з них не помер. Врешті-решт, подорослішавши, Чак вирішує відкрити вхід до куполу. Спочатку він не бачить нічого, але обернувшись, помічає палату, на якій лежить він з майбутнього. Згодом це видіння зникає, а Чак поринає в роздуми про цінність свого життя.

## Переклад українською
Переклад з англійської здійснив Віталій Ракуленко для видавництва «Клуб Сімейного Дозвілля» у 2021 році.